# Prisión de Mountjoy
La Prisión de Mountjoy (en irlandés: Príosún Mhuinseo; en inglés: Mountjoy Prison) es una cárcel de mediana seguridad ubicada en Phibsboro en el centro de Dublín, la capital de Irlanda. Cuenta con la mayor población carcelaria en ese país europeo. El director de la prisión actual es el Sr. Edward Whelan. La Prisión de Mountjoy se construyó a lo largo de un diseño radial con cuatro alas principales (A a D) cada una de los cuales tienen tres espacios que están conectados a un círculo central. Cuando se construyó originalmente en 1850 tenía 500 celdas cada una de las cuales fue diseñada para tener capacidad única.